# Clube Ferroviário de Maputo
Le Clube Ferroviário de Maputo est un club omnisports mozambicain basé à Maputo.

## Historique
- 1924 : fondation du club sous le nom de Clube Ferroviário de Lourenço-Marquès
- 1976 : le club est renommé Clube Ferroviário de Maputo

## Basket-ball

### Palmarès
- Coupe d'Afrique féminine des clubs champions de basket-ball (2)
  - Vainqueur : 2018 et 2019
  - Finaliste : 2006, 2016 et 2017
- Championnat du Mozambique masculin (9)
  - Champion : 1975, 2005, 2006, 2007, 2008, 2011, 2016, 2018, 2019[1]

- Championnat du Mozambique féminin (6)
  - Champion : dont 2022[2] et 2023[3]

## Football

### Palmarès
- Championnat du Mozambique (10)
  - Champion : 1982, 1989, 1996, 1997, 1999, 2002, 2005, 2008, 2009, 2015

- Coupe du Mozambique (7)
  - Vainqueur : 1984, 1989, 2004, 2009, 2011, 2022 et 2024
  - Finaliste : 1982, 1994, 1998, 2003, 2014

- Supercoupe du Mozambique (8)
  - Vainqueur : 1997, 2005, 2006, 2009, 2010, 2012, 2016 et 2024
  - Finaliste : 2000, 2003, 2023

### Entraîneurs
- 2014 :  Vítor Pontes

## Hockey sur gazon

### Palmarès
- Championnat du Mozambique (13)